# Historia social de los virus

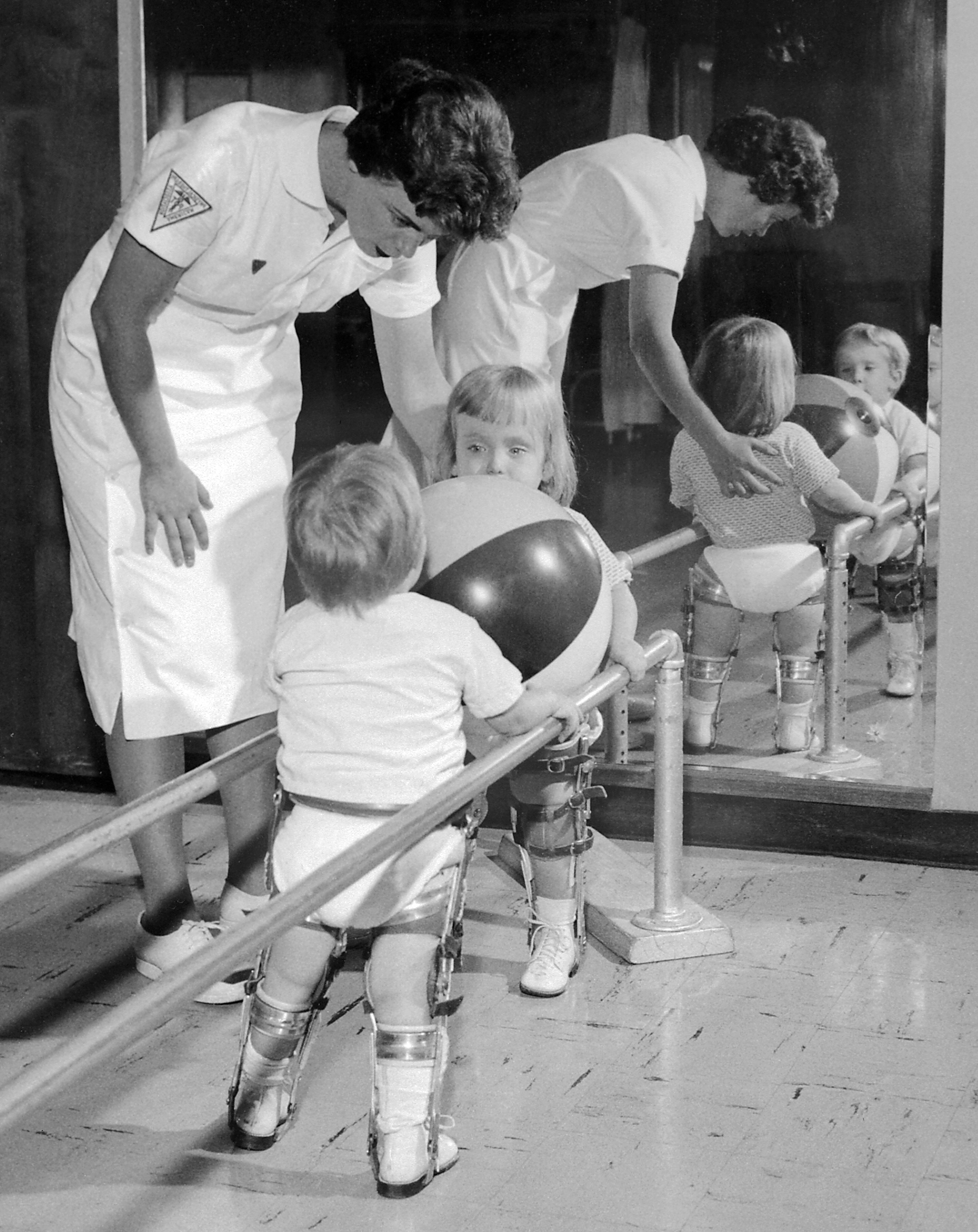
Jóvenes víctima de polio recibiendo fisioterapia en 1950.

La historia social de los virus describe la influencia de los virus y las infecciones virales en la historia de la humanidad. Las epidemias causadas por los virus comenzaron cuando la conducta del ser humano cambió durante el periodo Neolítico, hace unos 12000 años, cuando los seres humanos desarrollaron comunidades agrícolas más densamente pobladas. Esto permitió que los virus se propagara rápidamente para convertirse posteriormente en un problema de salud endémico. Los virus de las plantas y el ganado también aumentaron y como los humanos se volvieron dependientes de la agricultura y de la ganadería, enfermedades tales como el mosaico severo de la patata causado por el Potato Virus Y  y la peste bovina del ganado, tuvieron consecuencias devastadoras.
Los virus de la viruela y el sarampión se encuentran entre los virus más antiguos que infectan a los seres humanos. Habiendo evolucionado a partir de los virus que infectaban a otros animales, estos virus aparecieron por primera vez en seres humanos en Europa y el Norte de África hace miles de años. Posteriormente, los virus fueron llevados al Nuevo Mundo por los europeos durante la época de las conquistas españolas, pero los indígenas no tenían resistencia natural a estos virus y millones de indígenas murieron durante las epidemias. Desde 1580 se han registrado pandemias de gripe, y en los siglos posteriores han acontecido con más frecuencia. La pandemia de 1918-1919, en la que murieron 40-50 millones de personas en menos de un año, fue una de las más devastadoras en la historia. 
Louis Pasteur y Edward Jenner fueron los primeros en desarrollar vacunas para protección contra las infecciones virales. La naturaleza de los virus no se conocía hasta la invención del microscopio electrónico en la década de 1930, fue entonces cuando la ciencia de la virología cobró un gran impulso. En el siglo XX se descubrió que muchas enfermedades antiguas y nuevas eran causadas por virus. Había epidemias de poliomielitis que sólo pudieron ser controladas gracias  al desarrollo de una vacuna en la década de 1950. El virus de VIH es uno de los nuevos virus más patógenos que han surgido en los últimos tiempos. Aunque el interés científico en los virus surgió a raíz de las enfermedades que causan, la mayoría de ellos son beneficiosos. Los virus inducen la evolución mediante la transferencia de genes entre especies y juegan un papel importante en los ecosistemas y son esenciales para la vida.

## En la prehistoria
En los últimos 50 000-100 000 años, debido al incremento de la población de hombres modernos y su dispersión por todo el mundo, surgieron  nuevas enfermedades infecciosas, incluyendo aquellas causadas por virus. Antes los humanos vivían en comunidades pequeñas y aisladas y no existían la mayoría de las enfermedades epidémicas. La viruela, la infección viral más letal y devastadora de la historia, apareció por primera vez entre las comunidades agrícolas en la India hace aproximadamente 11 000 años. El virus, que afecta sólo a seres humanos, era probablemente descendiente del virus de la viruela de los roedores. Los seres humanos seguramente entraron en contacto con estos roedores y algunas personas se infectaron con el virus que ellos portaban. Cuando los virus cruzan la llamada “barrera de las especies”, sus efectos pueden ser graves , y los seres humanos pueden haber tenido poca resistencia natural al virus. Los seres humanos contemporáneos vivían en pequeñas comunidades y aquellos que se infectaban, morían o desarrollaban inmunidad. Esta inmunidad adquirida sólo se transmite temporalmente de padres a hijos por los anticuerpos presentes en la leche materna y otros anticuerpos que atraviesan la placenta desde la sangre de la madre al feto. Por consiguiente, los brotes esporádicos ocurrieron probablemente en cada generación. Alrededor del año 9 000 a. C., mucha gente comenzó a establecerse en las llanuras aluviales fértiles del río Nilo y la densidad de población llegó a ser lo suficientemente alta para que el virus se mantuviera presente debido a la alta concentración de personas susceptibles a la infección. Otras epidemias de enfermedades virales que necesitan de grandes concentraciones de personas, como las paperas, la rubeola y la poliomielitis, aparecieron también por primera vez en esa época.
El Neolítico, que comenzó en el Medio Oriente aproximadamente en el año 9 500 a. C., fue la época en que los humanos se convirtieron en agricultores. Esta revolución agrícola abarcó el desarrollo de monocultivos y dio oportunidad a la rápida propagación de varias especies de virus de plantas. La divergencia y dispersión del sobemovirus (southern bean mosaic virus –virus del mosaico del frijol del sur) data de esta época. La propagación de los Potato Virus Y de la  patata, y otras frutas y vegetales comenzó hace unos 6 600 años.
Hace unos 10 000 años, los seres humanos que habitaban las tierras alrededor de la cuenca del Mediterráneo, comenzaron a domesticar animales salvajes. Cerdos, vacas, cabras, ovejas, caballos, camellos, perros y gatos fueron mantenidos y criados en cautiverio. Estos animales pudieron haber sido los portadores de los virus. La transmisión de virus de animales a seres humanos puede tener lugar, pero este tipo de infecciones zoonóticas son raras y la posterior transmisión de humano a humano de virus de animales es aún más rara, aunque hay notables excepciones como la influenza. La mayoría de los virus son específicos de la especie y no debieron haber sido  una amenaza para los humanos. Las raras epidemias de enfermedades virales procedentes de animales habrían sido de corta duración debido a que los virus no se adaptan totalmente a los seres humanos y las poblaciones humanas. eran muy pequeñas para mantener la cadena de infección.
Otros virus más antiguos resultaron ser una amenaza menor. Los virus de herpes infectaron a los ancestros de los humanos modernos hace más de 80 millones de años. Los seres humanos han desarrollado una tolerancia a estos virus y la mayoría se infectan con al menos una especie. Los registros de estas infecciones por virus más leves son escasos, pero es probable que los primeros homínidos hayan padecido de resfriados, gripe y diarrea causados por virus, igual que los humanos de hoy en día. Recientemente son los virus que evolucionaron los causantes de las  epidemias y pandemias y éstas son las que quedan registradas en la historia. El virus de la influenza es el que parece haber cruzado la barrera de las especies, de cerdos a patos y aves acuáticas, y de aquí a los seres humanos. Es posible que una plaga mortal registrada en el Medio Oriente en el tiempo de la última fase de la dinastía XVIII en Amarna, esté asociada con esta transmisión.

## En la antigüedad

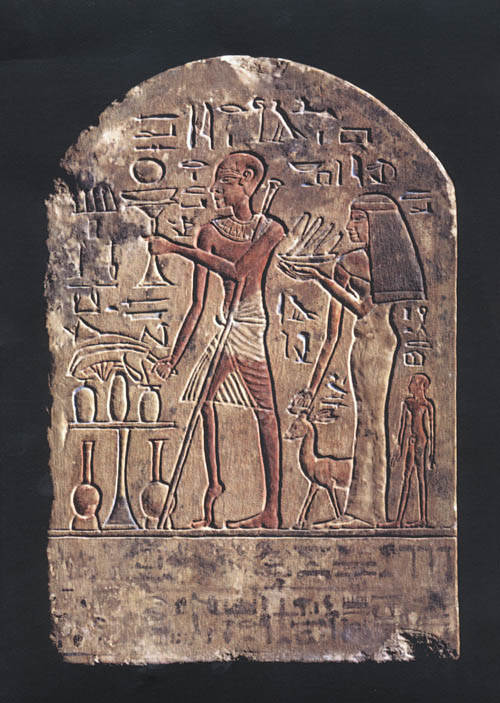
Una estela egipcia que representa una víctima del poliovirus, dinastía XVIII (1580-1350 a. C.)

Entre los primeros registros de una infección viral se encuentra una estela egipcia que representa a un sacerdote egipcio de la dinastía XVIII (1580-1350 a. C.) con una deformidad de un pie caído característico de una infección por poliovirus. La momia de Siptah – un gobernante durante la Dinastía XIX-  muestra signos de poliomielitis, y la de Ramsés V y algunas otras momias egipcias enterradas hace más de 3000 años, muestran evidencias de viruela. En el año 430 a. C. hubo una epidemia de viruela en Atenas en la que murieron una cuarta parte del ejército ateniense y muchos civiles a causa de esta infección.
El sarampión es una enfermedad antigua, pero no fue hasta el siglo X que el médico persa Muhammad ign Zakariya Al-Razi  (865-925) – conocido como “Rhazes”- lo identificó por primera vez. Rhazes utilizó el nombre árabe "hasba" para el sarampión. Ha tenido muchos otros nombres como “rubeola” de la palabra latina “rubeus”, “rojo”, y “morbilli” que significa “pequeña plaga”. Las estrechas similitudes entre el virus del sarampión, el virus del moquillo canino y el virus de la peste bovina, han dado lugar a la especulación de que el sarampión fue primeramente transmitido a los humanos por perros o ganado domesticado. El virus del sarampión parece haber divergido completamente del virus de la peste bovina, que se extendía en el siglo XII de forma generalizada.
Una infección de sarampión confiere inmunidad de por vida. Por consiguiente, el virus requiere de una alta densidad de población para que se desarrolle una enfermedad endémica, y esto probablemente no sucedió en el Neolítico. Después aparecer en el Oriente Medio, el virus se extendió hasta la India en el 2 500 a. C. El sarampión en los niños era tan común en esa época que no se percibía como una enfermedad. En los jeroglíficos egipcios fue descrito como una etapa normal del desarrollo humano.
Una de las primeras descripciones de una planta infectada por un virus se puede encontrar en un poema escrito por la emperatriz japonesa Köken (718-770) , en el cual describe una planta en verano con hojas amarillentas. La planta, identificada posteriormente como “Eupatorium lindleyanum, se infecta a menudo con el virus del rizado amarillo del tomate o virus de la cuchara.

## Edad Media

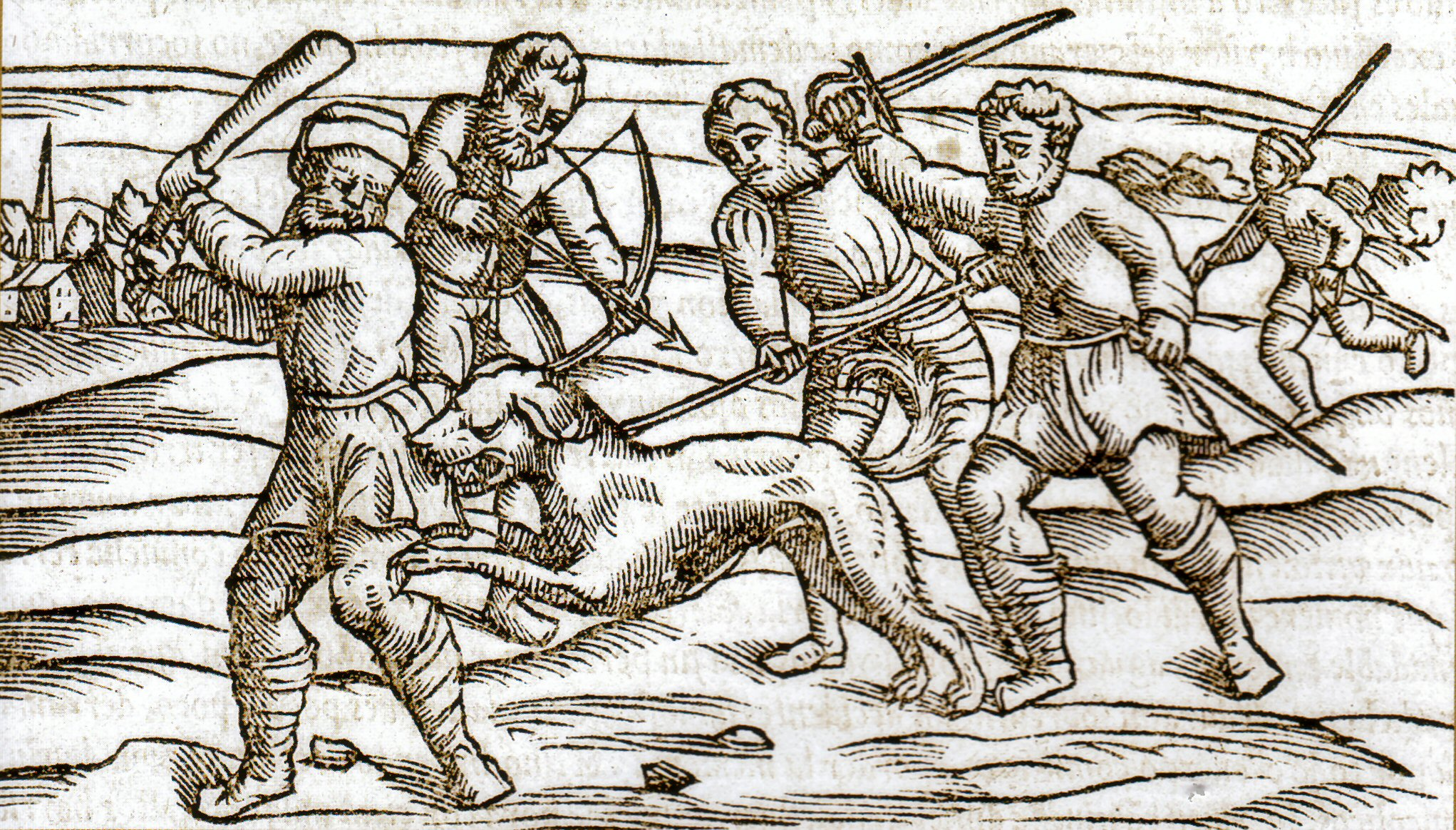
Un grabado en madera de la Edad Media que representa un perro rabioso.

El rápido crecimiento de la población de Europa y las crecientes concentraciones de personas en pueblos y ciudades se convirtió en terreno fértil para muchas enfermedades infecciosas y contagiosas, de las cuales la peste negra, una infección bacteriana, es probablemente la más conocida. A excepción de la viruela y la influenza, los brotes de infecciones documentadas, que actualmente se sabe que son causadas por virus, eran contados. La rabia, una enfermedad conocida por más de 4 000 años, era algo común en Europa , y continuó siéndolo hasta que Louis Pasteur desarrolló una vacuna en 1886. El promedio de esperanza de vida en Europa durante la Edad Media era de 35 años; el 60% de los niños moría antes de cumplir 16 años, muchos de ellos durante los primeros 6 años de vida. Los médicos, los pocos que había, confiaban tanto en la astrología como en sus limitados conocimientos médicos. Algunos tratamientos para las infecciones consistían en ungüentos preparados a partir de gatos que habían sido asados con grasa de erizo. Las enfermedades que causaban mayor cantidad de muertes en la niñez eran el sarampión, la influenza y la viruela. Las Cruzadas y las conquistas musulmanas favorecieron la propagación de la viruela, que fue la causa de frecuentes epidemias en Europa tras su introducción en dicho continente entre los siglos V y VII.
El sarampión era una enfermedad endémica en los países densamente poblados de Europa, norte de África y Oriente Medio. En Inglaterra esta enfermedad, llamada por aquel entonces “mezils”, fue descrita por primera vez en el siglo XIII, y fue probablemente una de las 49 plagas  que acontecieron entre 526 y 1087.
La peste bovina, que es causada por un virus estrechamente relacionado con el virus del sarampión, es una enfermedad del ganado conocida desde la época romana. Esta enfermedad, que tuvo su origen en Asia, fue traída a Europa primeramente durante la invasión de los Hunos en el año 370. Invasiones posteriores de los mongoles, dirigidos por Gengis Kan y su ejército, dieron inicio a las pandemias en Europa en 1222, 1233 y 1238. Posteriormente llegó la infección a Inglaterra debido a la importación de ganado del continente. En esa época la peste bovina era una enfermedad devastadora con una tasa de mortalidad del 80-90%. La consiguiente pérdida de ganado trajo consigo la hambruna.

## De principio a finales del periodo de laEdad Moderna
Poco tiempo después de la victoria de Enrique VII de Inglaterra en la batalla de Bosworth el 22 de agosto de 1485, su ejército repentinamente enfermó del sudor inglés, algo que los observadores contemporáneos describieron como una nueva enfermedad. La enfermedad, insólita desde el punto de vista que afectaba principalmente a los ricos, podría haberse originado en Francia, donde Enrique VII había reclutado soldados para su ejército. Una epidemia azotó Londres en el caluroso verano de 1508. Las víctimas se enfermaban y morían el mismo día y había muertes por toda la ciudad. Las calles estaban desiertas, solo circulaban las carretas que transportaban los cuerpos de los fallecidos, y el rey Enrique decretó que nadie podía entrar o salir de la ciudad excepto los médicos y boticarios. El último brote fue en 1556. La enfermedad, que mató a decenas de miles de personas, fue probablemente la influenza o una infección viral similar , sin embargo, los registros de esta época en que la medicina no era una ciencia no son confiables. Al convertirse la medicina en una ciencia, las descripciones de las enfermedades empezaron a ser más precisas. Aunque la medicina poco podía hacer para aliviar el sufrimiento de los enfermos, se tomaron medidas para controlar la propagación de enfermedades. Se implementaron restricciones al comercio y a los viajes, las familias afectadas fueron aisladas en sus comunidades, los edificios fueron fumigados y se sacrificó al ganado infectado.
Se tienen registros de datos de infecciones por influenza de finales del siglo XV y principios del XVI , pero las infecciones casi seguro que ocurrieron mucho antes. En 1173, tuvo lugar una epidemia  que posiblemente fue la primera en Europa, y en 1943, un brote, de lo que actualmente se piensa fue gripe porcina, golpeó a los nativos americanos de La Española. Existe cierta evidencia que sugiere que la fuente de la infección fue los cerdos que llevaba Cristóbal Colón en sus barcos. Durante una epidemia de influenza que se produjo en Inglaterra entre 1557 y 1559, el cinco por ciento de la población, unas 150 000 personas, murió a causa de la infección. La tasa de mortalidad fue casi cinco veces mayor que la de la pandemia de 1918-19. La primera pandemia registrada de forma confiable, comenzó en julio de 1580 y se extendió por Europa, África y Asia. La tasa de mortalidad fue alta: unas 8000 personas murieron en Roma. Las próximas tres pandemias ocurrieron en el siglo XVIII, incluyendo la pandemia de 1781-82, que fue probablemente la más devastadora en la historia. Inició en noviembre de 1781 en China y llegó a Moscú en diciembre. En febrero de 1782 golpeó San Petersburgo y en mayo llegó a Dinamarca. En un plazo de seis semanas, el 75% de la población británica estaba infectada y la pandemia pronto se extendió a las Américas.
Las Américas y Australia permanecieron libres de sarampión y viruela hasta la llegada de los colonizadores europeos entre los siglos XV y XVIII. La viruela, junto con el sarampión y la influenza, fue llevada a América por los españoles. La viruela era endémica en España, habiendo sido introducida por los moros de África. En 1519 una epidemia de viruela tuvo lugar en la capital azteca: México-Tenochtitlán. Empezó dentro del ejército de Pánfilo de Narváez, quién siguió a Hernán Cortés desde Cuba y tenía un esclavo africano a bordo de su nave que sufría de viruela. Cuando finalmente los españoles entraron en la capital azteca en el verano de 1521, vieron la ciudad llena de cuerpos de víctimas de la viruela. Esta epidemia, junto con las que siguieron durante los años de 1545 a 1548 y 1576 a 1581, provocó finalmente la muerte a más de la mitad de la población nativa. La mayor parte de los españoles eran inmunes a la enfermedad. Con un ejército de menos de 900 hombres, no hubiera sido posible que Cortés derrotara a los aztecas y conquistar México sin la ayuda de la viruela. Muchas poblaciones nativas americanas fueron devastadas después de la inesperada propagación de las enfermedades introducidas por los europeos. En los 150 años que siguieron a la llegada de Colón en 1492, la población indígena de América del Norte se redujo en un 80% por estas enfermedades como el sarampión, la viruela y la gripe. El daño causado por estos virus ayudó significativamente a los intentos de los europeos de desplazar a la población nativa.
En el siglo XVIII la viruela era endémica en Europa. Hubo cinco epidemias en Londres entre 1719 y 1746, y grandes brotes se produjeron en otras importantes ciudades europeas. A finales del siglo, unos 400 000 europeos morían cada año por esta enfermedad. Llegó a Sudáfrica en 1713, transportada en los barcos que procedían de la India, y en 1789 la enfermedad golpeó Australia. En el siglo XIX, la viruela se convirtió en la causa más importante de muerte entre los aborígenes australianos. En 1546 Girolamo  Fracastoro (1478-1553) dio una descripción clásica  del sarampión. Él pensó que la causa de la enfermedad era unas “semillas” (seminaria) que se transmitían de persona a persona. En 1670, una epidemia de sarampión golpeó Londres, según un registro por Thomas Sydenham (1624-1689), quién pensó que era causada por los vapores tóxicos que emanaban de la tierra. Su teoría era errónea; sin embargo, fue un talentoso observador y sus registros fueron muy meticulosos.
La fiebre amarilla es una enfermedad a menudo mortal causada por un flavivirus. El virus se transmite a los humanos por mosquitos Aedes aegypti y apareció por primera vez hace más de 3000 años. En 1647, la primera epidemia registrada tuvo lugar en Barbados y fue llamada “El moquillo Barbados” por John Winthrop, que era el gobernador de la isla en ese tiempo. Para proteger a la población, Winthrop aprobó leyes de cuarentena, que fueron las primeras leyes de esta índole en América del Norte. Nuevas epidemias de esta enfermedad se produjeron en América del Norte durante los siglos XVII, XVIII y XIX. Los primeros casos conocidos de la fiebre del dengue tuvieron lugar en Indonesia y Egipto en 1779. Los barcos comerciales trajeron la enfermedad a los Estados Unidos, donde se produjo la primera epidemia en Filadelfia en 1780.
En los museos europeos se pueden encontrar muchas pinturas que representan tulipanes con rayas de atractivos colores. La mayoría, como los estudios de la naturaleza muerta de Johannes Bosschaert, fueron pintadas durante el siglo XVII. Estas flores fueron particularmente populares y muy buscadas por aquellos que podían pagarlas. En el pico de esta tulipomanía en la década de 1630 un bulbo podría costar tanto como una casa. En ese momento no se sabía que las rayas eran causadas por un virus transferido accidentalmente por los seres humanos a los tulipanes de jazmín. Debilitadas por el virus, las plantas resultaron ser una mala inversión: sólo algunos bulbos producían flores con las características atractivas de la planta madre.
Hasta la Gran hambruna irlandesa de 1845-1852, la causa más común de la enfermedad en las patatas no era el moho que causa el tizón de la patata sino un virus. La enfermedad, llamada  “rizo,” es causada por el virus del enrollado de la patata virus del enrollamiento de la hoja de la patata (potato leafroll virus) y fue difundido en Inglaterra en la década de 1770, donde destruyó el 75% de la cosecha. En ese tiempo el cultivo de la patata irlandesa no sufrió casi daño alguno.

## Descubrimiento de la vacunación

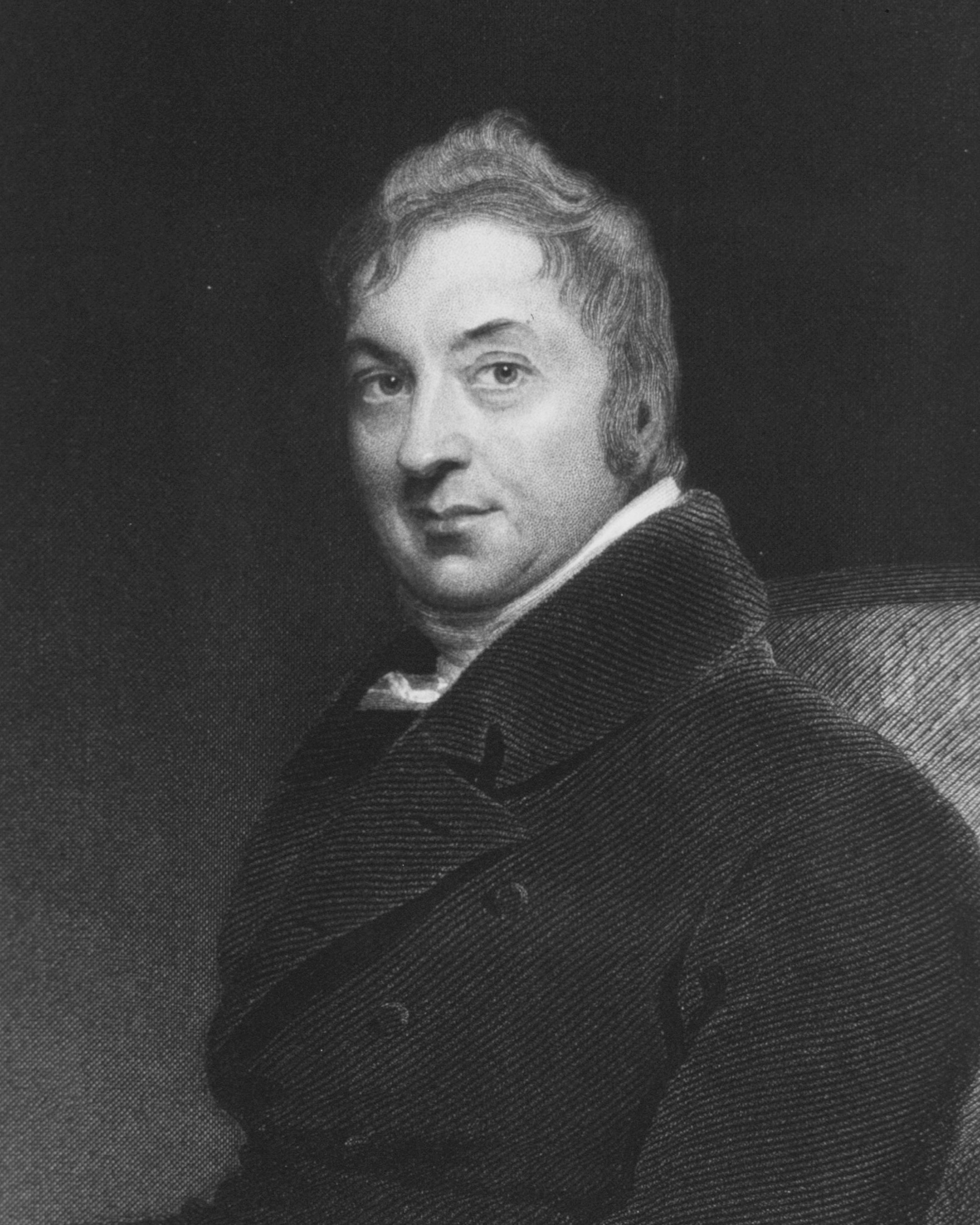
Edward Jenner

María Wortley Montagu (1689-1762) fue una aristócrata, escritora y esposa de un miembro del Parlamento del Reino Unido. En 1716, su marido Edward Wortley Montagu, fue nombrado embajador británico en Estambul. Ella lo siguió hasta allí y dos semanas después de su llegada descubrió la técnica de variolización que se seguía en la región para la protección contra la viruela, y que consistía en inyectar pus de los enfermos de viruela en la piel de un individuo sano. Su hermano menor había muerto de viruela y ella misma también había padecido la enfermedad. No quería que su hijo Edward de cinco años padeciera el sufrimiento de esta enfermedad y, con gran determinación, le ordenó al cirujano de la embajada Charles Maitland que le aplicara la técnica de la variolización. A su regreso a Londres le pidió a Maitland que le aplicara la variolización a su hija de cuatro años en presencia de los médicos del rey. Más tarde, Montagu persuadió al príncipe Jorge II y a la princesa de Gales para que patrocinaran una demostración pública de este procedimiento. Se les ofreció el indulto total a seis presos que habían sido condenados a muerte y estaban en espera de su ejecución en la prisión de Newgate, si se prestaban a ser los sujetos del experimento. Ellos aceptaron y fueron inoculados en 1721. Los seis presos se recuperaron satisfactoriamente. Para probar el efecto protector del procedimiento, a uno de los presos, una mujer de 19 años de edad, se le ordenó dormir en la misma cama con un niño de 10 años enfermo de viruela por seis semanas. Ella no contrajo la enfermedad.
El experimento se repitió con once niños huérfanos, los cuales sobrevivieron a la terrible experiencia, y en 1722 incluso los nietos del rey Jorge I de Gran Bretaña fueron inoculados. El procedimiento no era del todo seguro y había una probabilidad de muerte de uno por cada cincuenta inoculados. Este  procedimiento era caro; algunos médicos cobraban entre 5 y 10 libras y algunos vendieron el método a otros profesionales por honorarios de 50 a 100 libras, o por la mitad de las ganancias. La variolización se convirtió en una franquicia lucrativa, aunque se mantuvo fuera del alcance de muchos hasta finales de la década de 1770. En ese tiempo nada se sabía acerca de los virus o del sistema inmune, y nadie sabía por qué este procedimiento proporcionaba protección.

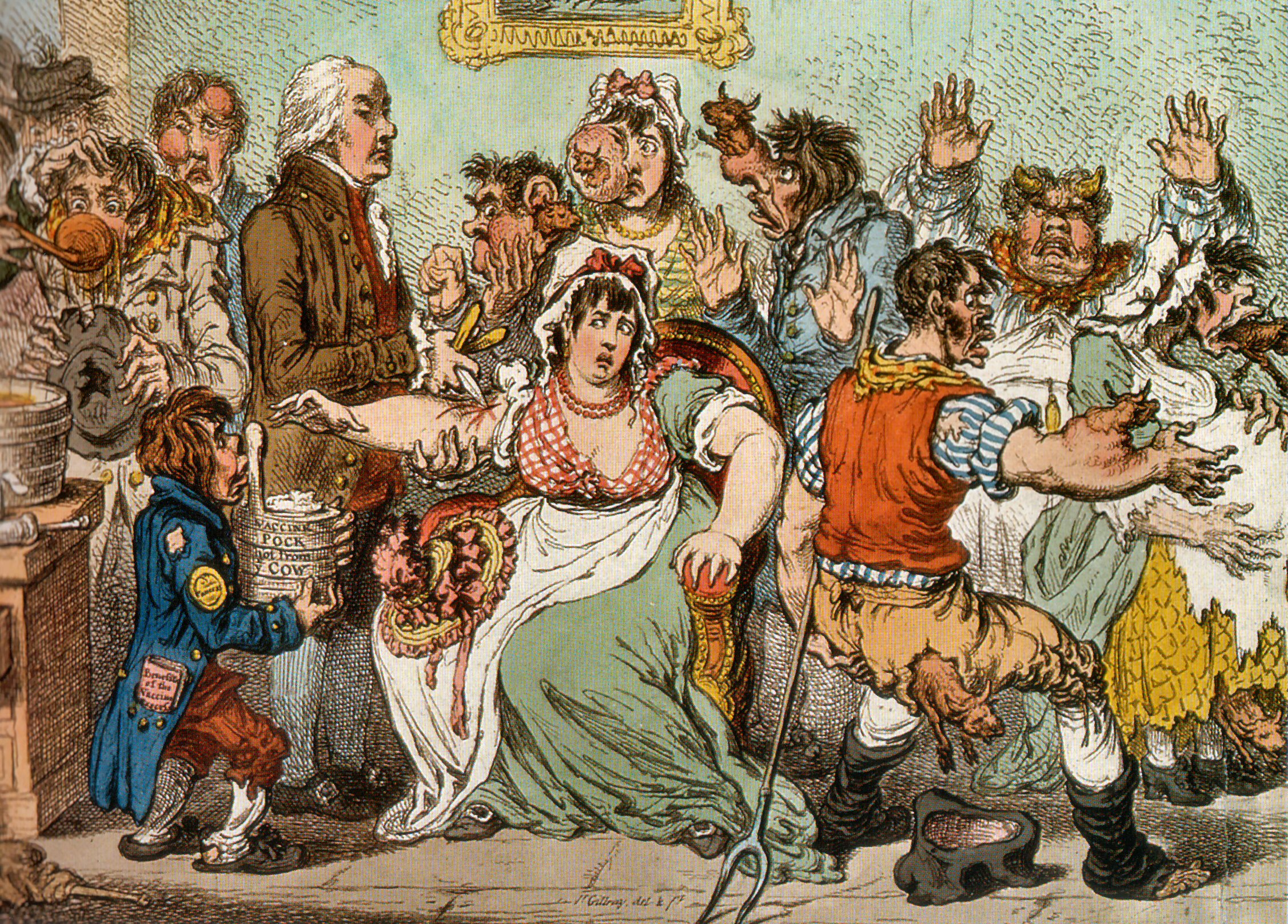
Un dibujo animado de 1802 que representa a Jenner vacunando.

Edward Jenner (1749-1823), un médico rural británico, fue variolizado cuando era niño. Sufrió mucho durante el proceso pero sobrevivió y quedó completamente protegido de la viruela. Jenner sabía de una creencia local de que los trabajadores que trabajaban con las vacas, a veces se contagiaban de la  llamada “viruela de las vacas”, que era una enfermedad de carácter relativamente benigno, y posteriormente estas personas eran inmunes a la viruela humana. Decidió poner a prueba esta teoría (aunque probablemente no fue el primero en hacerlo). El 14 de mayo de 1796 seleccionó “a un muchacho sano de unos 8 años con el propósito de inocularle la viruela de las vacas”. El niño, que se llamaba James Phipps (1788-1853), sobrevivió a la inoculación experimental con el virus de la viruela vacuna y sólo presentó una fiebre leve. El 1 de julio de 1796, Jenner tomó una “sustancia que producía la viruela” (probablemente pus infectado) y lo inoculó varias veces en los brazos de Phipps. El niño sobrevivió y fue posteriormente inoculado más de 20 veces con la viruela sin sucumbir a la enfermedad. Se había inventado la vacunación, palabra que se deriva del latín “vaca”, que significa vaca. Pronto se demostró que el método de Jenner era más seguro que la variolación, y por el año 1801 más de 100 000 personas habían sido vacunadas.
A pesar de las protestas de los profesionales de la medicina que aún practicaban la variolización y que previeron un descenso en sus ingresos, en 1840 se introdujo en el Reino Unido la vacunación gratuita de la población de bajos recursos. En el mismo año, y debido a las muertes asociadas a ella, la práctica de la variolización fue declarada ilegal. La vacunación se hizo obligatoria en Inglaterra y Gales por la Ley de Vacunación de 1853, y los padres que no vacunaran a sus hijos antes de los tres meses de edad podrían ser multados a pagar una libra. Esta ley no fue aplicada adecuadamente, y el sistema para proporcionar vacunas, que no había cambiado desde 1840, fue ineficaz. Al principio la población se apegó a la nueva ley pero al final resultó que sólo una pequeña parte se había vacunado. La vacunación obligatoria no fue bien recibida y tras las protestas, se formaron en 1866 la Liga Antivacunación y la Liga Anti-Obligatoria de la Vacunación. Tras la campaña de antivacunación tuvo lugar un grave brote de viruela en Gloucester en 1895, la primera en la ciudad en veinte años en la que murieron 434 personas, de las cuales 281 eran niños. A pesar de este suceso, el gobierno británico cedió ante las protestas y la Ley de Vacunación de 1898 abolió las multas y tomó medidas para poner una cláusula “objetora de conciencia”, la primera vez que se usaba este término, para los padres que no creían en la vacunación. Durante el año siguiente se aceptaron 250 000 objeciones y para 1912 menos de la mitad de la población de recién nacidos estaba vacunada. En 1948, la vacunación contra la viruela ya no era obligatoria en el Reino Unido.

### Louis Pasteur y la rabia

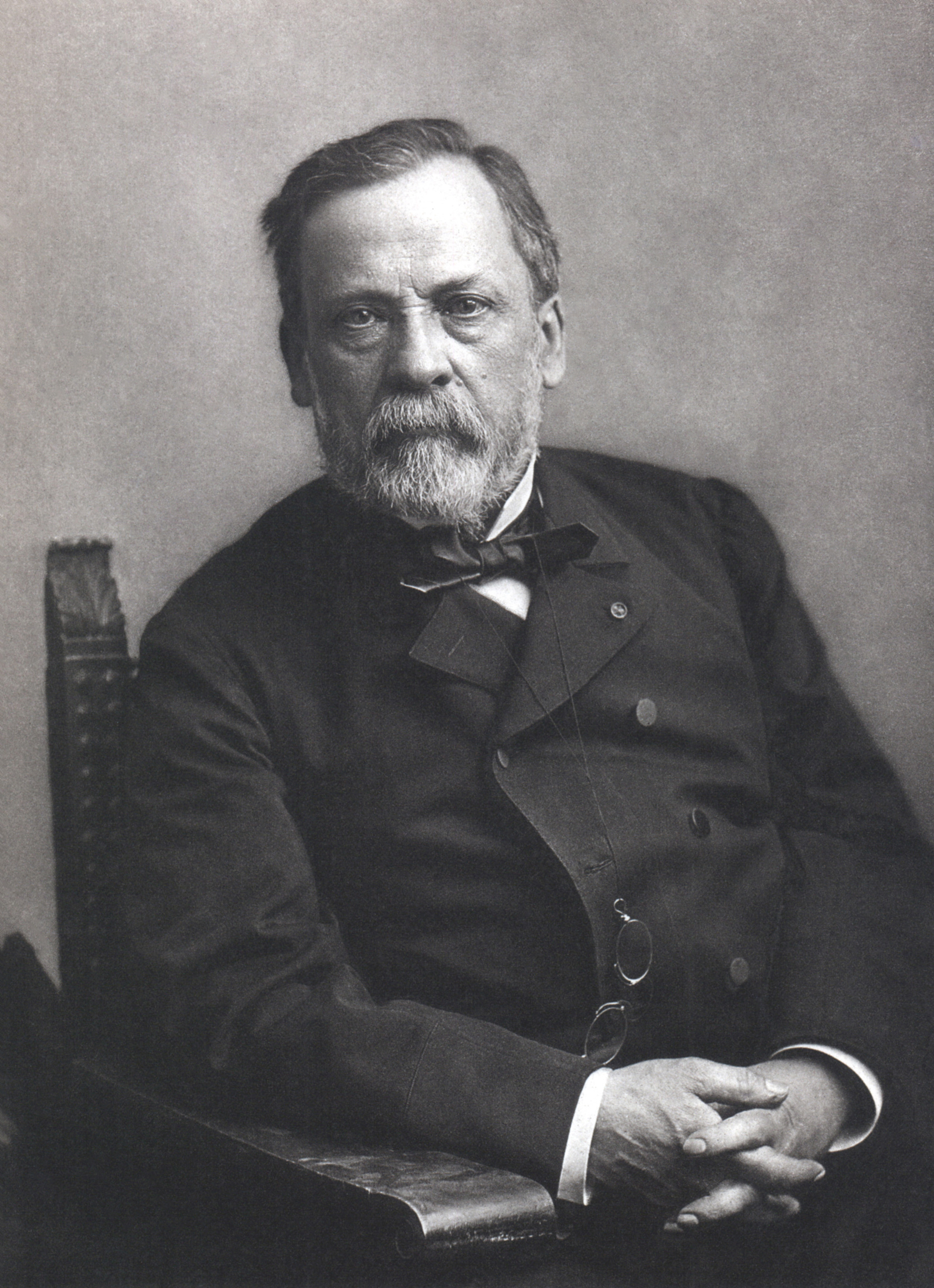
Louis Pasteur

La rabia es una enfermedad, a menudo mortal, causada por la infección de mamíferos con el virus de la rabia. En el siglo XXI la rabia es principalmente una enfermedad que afecta a mamíferos silvestres como zorros y murciélagos, sin embargo nos estamos refiriendo a una de las enfermedades víricas más antigua que se conoce. La palabra rabia es una palabra de origen sánscrito (rabhas) que data del año 3000 a. C.  y que significa "locura" o "rabia", y la enfermedad se conoce desde hace más de 4000 años. Podemos encontrar descripciones de la rabia en textos mesopotámicos, y los antiguos griegos la llamaban “lyssa” o “lytta” que significa “locura”. Referencias a la rabia pueden encontrarse en las Leyes de Ešnunna, que datan del año 2300 a. C. Aristóteles (384-322 a. C.) hizo una de las primeras descripciones de la enfermedad explicando cómo se transmitía a los seres humanos. Celso, en el siglo I d. C., registró por primera vez el síntoma llamado hidrofobia y sugirió que la saliva de los animales y humanos infectados contenía un limo o veneno, y para describir esta sustancia empleó la palabra “virus”. La rabia no causa epidemias pero era una enfermedad muy temida por sus terribles síntomas que incluyen demencia, hidrofobia y muerte.
En Francia, durante la época de Louis Pasteur (1822-1895,) se registraban cada año solo unos pocos cientos de personas infectados de rabia; sin embargo, la cura se buscaba con desesperación. Consciente del posible riesgo, Pasteur empezó a buscar el “microbio” en perros rabiosos. Pasteur demostró que cuando se inyectaban médulas espinales deshidratadas y trituradas de perros que habían muerto a causa de la rabia, en perros sanos, éstos no se infectaban. Repitió el experimento varias veces con el mismo perro, utilizando tejido de médula infectada que había sido puesto a secar, cada vez durante menos días, hasta comprobar que el perro había sobrevivido, incluso después de haberle inyectado por última vez tejido fresco de médula infectada. Pasteur había inmunizado a este perro contra la rabia como hizo más tarde con cincuenta más.

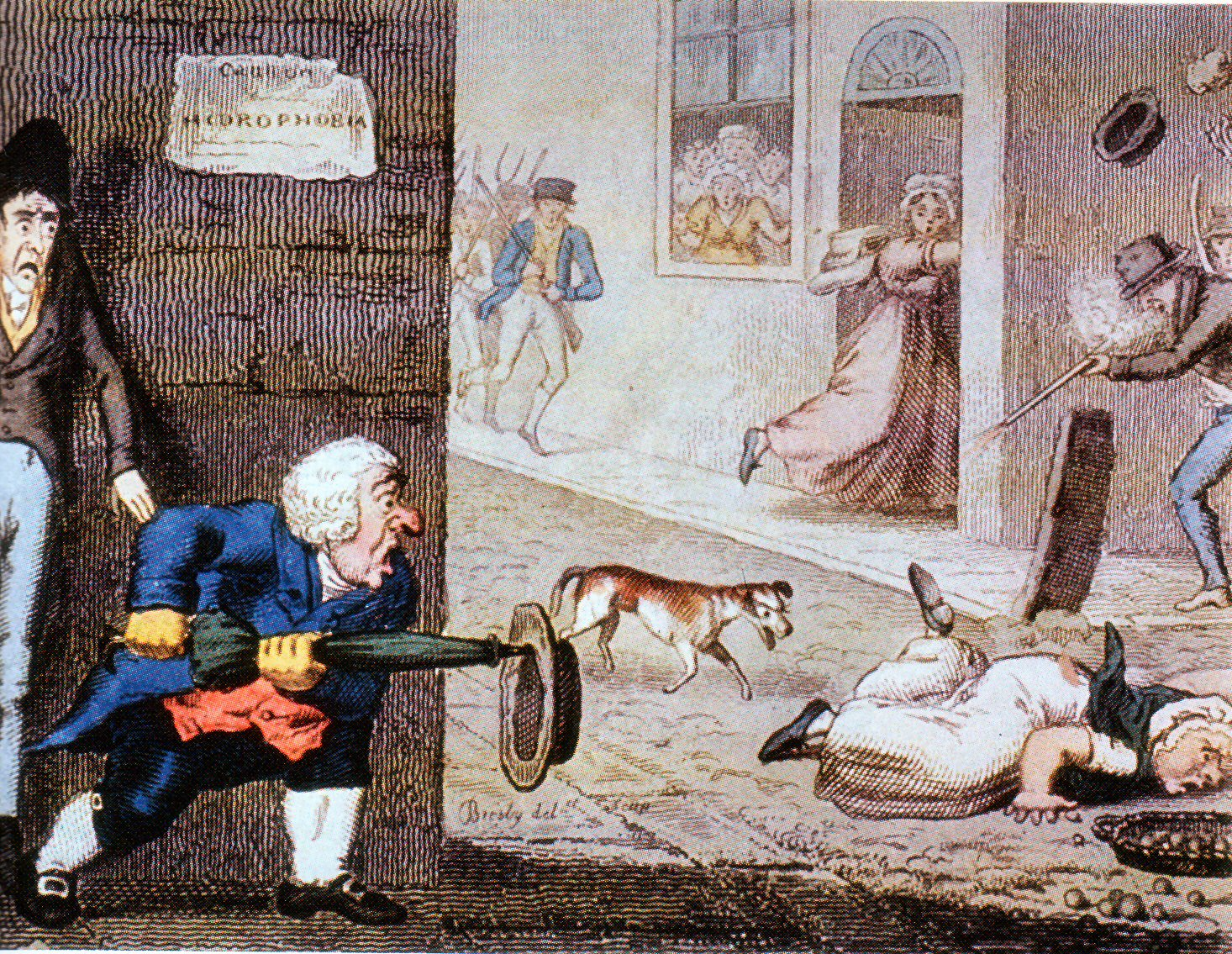
Un dibujo animado de 1826 que representa un perro con rabia en una calle de Londres.

Aunque  Pasteur tenía una pequeña idea de cómo había funcionado su método, decidió probarlo en un niño, Joseph Meister (1876-1940), quien fue llevado a Pasteur por su madre el 6 de julio de 1885. Estaba lleno de mordeduras producidas por el ataque de un perro rabioso. La madre del niño rogó a Pasteur que ayudara a su hijo. Pasteur era un científico, no un médico, y era consciente de las consecuencias, si las cosas no resultaban bien. Sin embargo, decidió ayudar al niño. Le fue inyectando durante diez días tejido espinal de conejo infectado con la rabia con dosis cada vez más virulentas. Más tarde Pasteur escribió, “como la muerte de este niño parecía inevitable, decidí, después de meditarlo muy bien y con gran inquietud […] probar en Joseph Meister el procedimiento que había utilizado de forma consistente en los perros”. Meister se recuperó y regresó a casa con su madre el 27 de julio. Pasteur trató con éxito a otro niño en octubre del mismo año: Jean-Baptiste Jupille (1869-1923) un joven pastor de 15 años de edad que había sido severamente mordido mientras trataba de proteger a otros niños de un perro rabioso. El método de Pasteur se mantuvo en uso durante más de 50 años.
Poco se sabía acerca de la causa de la enfermedad hasta 1903, cuando Adelchi Negri (1876-1912) observó por primera vez lesiones microscópicas, actualmente denominados cuerpos de Negri, en los cerebros de los animales rabiosos. Erróneamente pensó que se trataba de parásitos protozoarios. Paul Remlinger (1871-1964) demostró mediante experimentos de filtración que estos cuerpos de Negri eran mucho más pequeños que los protozoos, y aún más pequeños que las bacterias. Treinta años más tarde, se demostró que los cuerpos de Negri eran acumulaciones  de partículas de 100 a 150 nanómetros de longitud. Ahora se sabe que son del tamaño de las partículas de los rhabdoviridae, el virus que causa la rabia.

## SiglosXXyXXI
La evidencia de la existencia de los virus se obtuvo a partir de experimentos con filtros que tenían los poros demasiado pequeños para que las bacterias pudieran pasar a través de ellos; el término “virus filtrable” fue acuñado para describirlos. Hasta la década de 1930, la mayoría de los científicos creía que los virus eran bacterias pequeñas, pero después de la invención del microscopio electrónico en 1931, se demostró que eran completamente diferentes, al grado que algunos científicos pensaban que eran acumulaciones de proteínas tóxicas. La situación cambió radicalmente cuando se descubrió que los virus contienen material genético en forma de ADN o ARN. Una vez que fueron reconocidos como entidades biológicas distintas se mostraron como los causantes de numerosas infecciones de plantas, animales e incluso bacterias.
De las muchas enfermedades de los seres humanos, que en el siglo XX se descubrieron, estaban causadas por los virus, una, la viruela, ha sido erradicada. Otras enfermedades causadas por los virus tales como el VIH y la gripe son mucho más difíciles de controlar. Las enfermedades causadas por arbovirus están presentando nuevos retos.
Así como los seres humanos han cambiado su comportamiento a lo largo de la historia, así lo han hecho también los virus. En la antigüedad, la población humana era demasiado reducida para que se produjeran pandemias, y en el caso de los virus, demasiado escasa para que pudieran sobrevivir. En los siglos XX y XXI, el incremento de la densidad de población, los cambios revolucionarios en la agricultura y métodos de cultivo y los rápidos medios de comunicación han contribuido a la propagación de nuevos virus y a la reaparición de los antiguos. Al igual que ocurrió con la viruela, algunas enfermedades virales podrán ser vencidas, pero otras nuevas como el síndrome respiratorio severo agudo (SARS), seguirán surgiendo. Aunque las vacunas siguen siendo el arma más poderosa contra los virus, en las últimas décadas se han desarrollado medicamentos antivirales dirigidos específicamente a los virus conforme se van replicando en sus huéspedes. La pandemia de influenza en el 2009 mostró la rapidez con que siguen propagándose nuevas cepas de virus en todo el mundo, a pesar de los esfuerzos que se hacen por contenerlas.
Se siguen realizando avances en la detección y control de los virus. En el 2001 se descubrió el metapneumovirus humano, que es una de las causas de las infecciones respiratorias, incluida la neumonía. Entre 2002 y 2006 se desarrolló una vacuna para los virus del papiloma humano que causan el cáncer cervical. En 2005 se descubrieron los virus linfotrópicos humanos de células T tipo 3 y tipo 4. En 2008, la OMS volvió a lanzar la Iniciativa para la Erradicación Mundial de la Polio con el fin de erradicar la poliomielites para el año 2015. En 2010 se descubrió el Megavirus chilensis, el virus más grande encontrado a la fecha, que infecta a amebas. Estos virus gigantes han renovado el interés en los virus por la función que desempeñan en la evolución y su posición en el árbol de la vida.

### Erradicación de la viruela

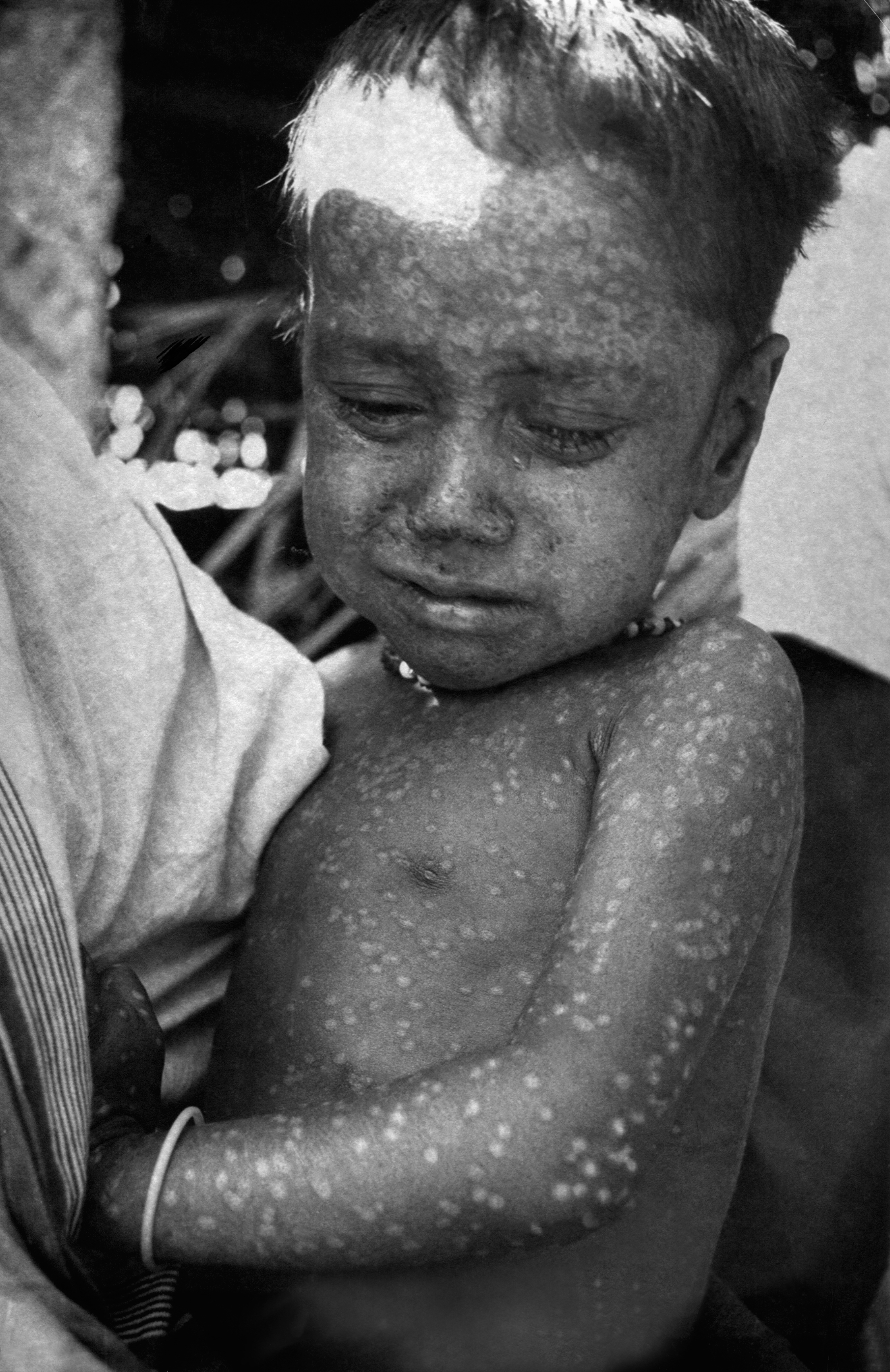
Rahima Banu, la última persona conocida que contrajo la viruela, en 1975.

La viruela era una de las principales causas de muerte en el siglo XX, matando alrededor de 300 millones de personas. Probablemente el virus de la viruela ha matado a más seres humanos que cualquier otro virus. En 1966, la Asamblea Mundial de la Salud (el órgano de decisión de la Organización Mundial de la Salud) llegó a un acuerdo para iniciar un “programa reforzado de erradicación de la viruela “, con el fin de erradicar la enfermedad en 10 años. En ese tiempo, la viruela seguía siendo endémica en 31 países, entre ellos Brasil, la totalidad del subcontinente Indio, Indonesia y África subsahariana. Este ambicioso propósito se consideraba factible por varias razones: la vacuna proporcionaba una protección excepcional; sólo había un tipo de virus; no había animales que fueran portadores naturales del virus; el periodo de incubación de la infección era conocido ya que rara vez variaba de 12 días, y las infecciones siempre se manifestaban con síntomas que confirmaban la enfermedad.
Después de las vacunaciones masivas, la detección temprana y contención eran puntos básicos en la campaña de erradicación. Tan pronto como se detectaban casos, se aislaba a las víctimas y se vacunaba a las  personas más cercanas que habían estado en contacto. El éxito no tardó en llegar y para 1970 la viruela ya no era una enfermedad endémica en África occidental, y un años más tarde tampoco lo era en Brasil. En 1973 la viruela seguía siendo endémica sólo en el subcontinente Indio, Botsuana y Etiopía. Finalmente, después de 13 años de una vigilancia coordinada de enfermedades y campañas de vacunación en todo el mundo, la Organización Mundial de la Salud declaró  erradicada la viruela en 1979. Aunque la principal arma utilizada fue el vaccinia virus, que fue utilizado como vacuna, nadie parece saber exactamente de dónde vino este virus; no es la cepa de la viruela vacuna que Edward Jenner utilizó, y tampoco es una forma debilitada del virus de la viruela.
La campaña de erradicación de la viruela condujo a la muerte de Janet Parker (c. 1938-1978) y al posterior suicidio del experto en viruela Henry Bedson (1930-1978). Parker era una empleada de la universidad de Birmingham que trabajaba en el mismo edificio donde estaba el laboratorio de la viruela de Bedson. Ella se infectó con una cepa del virus de la viruela con la que el equipo de Bedson había estado investigando. Avergonzado por el accidente y después de haberse culpado a sí mismo por la muerte de Parker, Bedson se suicidó.
Antes de los atentados del 11 de septiembre del 2001 a Estados Unidos, la Organización Mundial de la Salud propuso la destrucción de todas las existencias remanentes del virus de la viruela que se guardaban en los laboratorios de Estados Unidos y Rusia. Los temores de un bioterrorismo utilizando el virus de la viruela y la posible necesidad de desarrollar medicamentos para poder tratar la infección pusieron fin a este plan. Si la destrucción se hubiera llevado a cabo, este virus de la viruela podría haber sido el primero en ser extinguido por la intervención humana.

### Sarampión
Antes de la introducción de la vacuna contra el sarampión en los Estados Unidos en la década de 1960, había más de 500 000 casos de sarampión cada año y cerca de 400 fallecimientos. En los países desarrollados los niños se infectaban principalmente entre los 3 y 5 años de edad, pero en los países en desarrollo la mitad de los niños se infectaban antes de cumplir los 2 años de edad. En los Estados Unidos y en el Reino Unido ocurrían regularmente epidemias anuales o semestrales de esta enfermedad, dependiendo de la cantidad de niños que nacían cada año. La cepa epidémica actual se desarrolló en la primera parte del siglo XX, probablemente entre 1908 y 1943.
En Londres, entre 1950 y 1968, había epidemias cada dos años, pero en Liverpool, que tenía una tasa de natalidad más alta, hubo un ciclo anual de epidemias. Durante la Gran Depresión en los Estados Unidos, antes de la Segunda Guerra Mundial, la tasa de natalidad era baja y las epidemias de sarampión eran esporádicas. Después de la guerra la tasa de natalidad aumentó y las epidemias se producían regularmente cada dos años. En los países en desarrollo con altas tasa de natalidad, las epidemias se producían cada año. El sarampión sigue siendo un problema importante en países poco desarrollados con altas tasas de natalidad y carencia de campañas de vacunación eficaces.

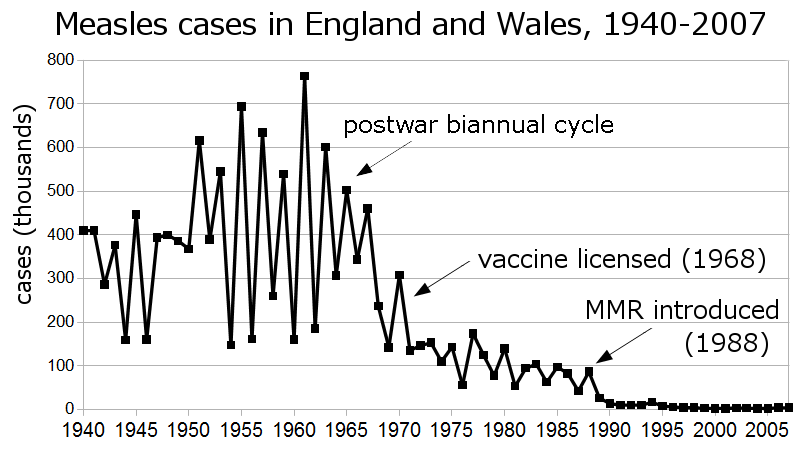
Casos reportados de sarampión en Inglaterra y Gales desde 1940 hasta 2007, mostrando una caída de 400 000 casos anuales a menos de 1000.

A mediados de la década de 1970, a raíz de un programa de vacunación masiva que se conocía como “haz del sarampión un recuerdo”, la incidencia de sarampión en los Estados Unidos cayó en un 90 por ciento. Campañas similares realizadas en otros países redujeron los niveles de infección en un 99 por ciento en  los últimos 50 años. Los individuos susceptibles siguen siendo una fuente de infección e incluyen aquellos individuos que han emigrado de países con programas de vacunación ineficaces, o que han rechazado la vacuna o decidieron no vacunar a sus hijos. Los seres humanos son el único huésped natural del virus del sarampión. La inmunidad que se adquiere después de padecer la enfermedad es para toda la vida; la que proporciona la vacunación es una inmunidad a largo plazo, pero con el tiempo se desvanece.
El uso de la vacuna ha sido objeto de debate. En 1998, Andrew Wakefield y sus colegas publicaron un artículo de investigación engañoso en el que afirmaban que había una relación entre la vacuna triple vírica (sarampión, paperas y rubeola) y el autismo. El estudio fue ampliamente difundido y aumentó la preocupación por las vacunas. La investigación de Wakefield fue identificada como fraudulenta y en 2010 fue dado de baja del registro médico del Reino Unido y ya no puede seguir ejerciendo la medicina en el Reino Unido. A raíz de esta controversia, la tasa de vacunación de la triple vírica en el Reino Unido se redujo de un 92 por ciento en 1995 a menos del 80 por ciento en 2003. Los casos de sarampión se elevaron de 56 en 1998 a 1370 en 2008 y aumentos similares se registraron en toda Europa. En abril de 2013 tuvo lugar una epidemia de sarampión en el Gales en el Reino Unido que afectó principalmente a los adolescentes que no habían sido vacunados. A pesar de esta controversia, el sarampión ha sido eliminado en Finlandia, Suecia y Cuba. Japón abolió la vacunación obligatoria en 1992, y en el periodo de 1995 a 1997 se reportaron más de 200 000 casos de sarampión en el país. El sarampión sigue siendo un problema de salud pública en Japón, donde ahora es endémica. En diciembre de 2007 se estableció un Plan Nacional de Eliminación del Sarampión con miras a eliminar la enfermedad en el país. La posibilidad de eliminar esta enfermedad a nivel mundial ha sido causa de debate en la literatura médica desde la introducción de la vacuna en la década de 1960. En caso de que tuviera éxito la actual campaña para la erradicación de la poliomielitis, es probable que el debate se reanude.

### Poliomielitis

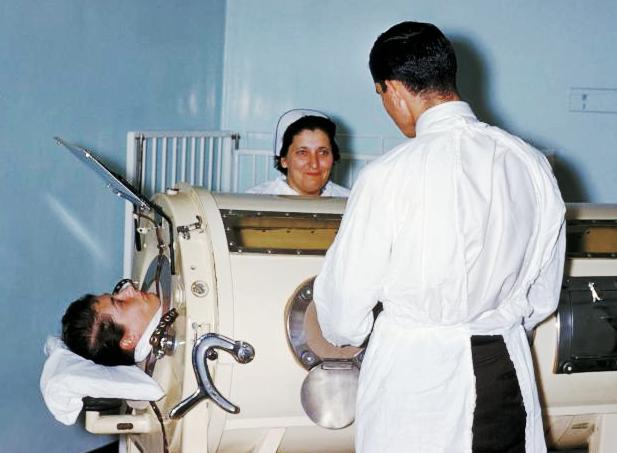
Personal del hospital examina a un paciente en un respirador denominado pulmón de acero durante la epidemia de polio de 1960 en Rhode Island.

Durante los veranos de los años a mediados del siglo XX, los padres en EE. UU. y Europa temían la aparición de la poliomielitis, comúnmente conocida como "polio", que tenía lugar cada año, y que se conocía comúnmente como “parálisis infantil”. La enfermedad era rara a principios del siglo y sólo había unos pocos miles de casos por año en todo el mundo, pero en la década de 1950 se registraron 60 000 casos anuales solamente en EE. UU.
Durante 1916 y 1917 se produjo una gran epidemia en los EE. UU.: se registraron 27 000 casos y 6000 fallecimientos, con 9000 casos en la ciudad de Nueva York. En ese tiempo nadie sabía cómo se propagaba el virus. Muchos de los habitantes de la ciudad, entre ellos científicos, pensaban que los inmigrantes que vivían en barrios marginales empobrecidos eran los culpables, a pesar de que la enfermedad predominaba en los distritos más prósperos como Staten Island, un patrón que se repetía en otras ciudades como Filadelfia. Muchos otros países industrializados se vieron afectados al mismo tiempo. En particular, grandes epidemias se produjeron en Suecia antes de que aparecieran los brotes en los EE. UU.
El motivo principal para el aumento de la poliomielitis en los países industrializados en el siglo XX no se ha podido explicar satisfactoriamente hasta la fecha. La enfermedad es causada por un virus que se transmite de persona a persona por la ruta fecal-oral e infecta de forma natural sólo a los seres humanos. Es una paradoja que esta enfermedad se convirtiera en un problema en una época en que las medidas de saneamiento mejoraban y la riqueza aumentaba. A pesar de que el virus fue descubierto a principios del siglo XX, su omnipresencia no fue reconocida hasta la década de 1950. Ahora se sabe que menos del 2% de las personas infectadas desarrollarán la enfermedad y que la mayoría de las infecciones son leves. Durante las epidemias el virus actuaba eficazmente en todas partes, lo que explica el por qué los funcionarios de la salud pública no fueron capaces de aislar una sola fuente.
Tras el desarrollo de las vacunas a mediados de la década de 1950, las campañas de vacunación masiva se llevaron a cabo en muchos países. En los EE. UU., después de una campaña promovida por la Fundación March of Dimes, el número anual de casos de poliomielitis se redujo drásticamente; el último brote fue en 1979. En 1988, la Organización Mundial de la Salud, junto con otras organizaciones, presentaron la Iniciativa para la Erradicación Mundial de la Poliomielitis, y para el año 1994 las Américas fueron declaradas exentas de la enfermedad, seguida por la región del Pacífico en el año 2000 y de Europa en el 2003. A finales de 2012, la Organización Mundial de la Salud reportó sólo 223 casos. La mayoría fueron infecciones por poliovirus tipo 1: 122 casos se produjeron en Nigeria, 1 en Chad, 58 en Pakistán y 37 en Afganistán. Los equipos que imparten las vacunas a menudo enfrentan gran peligro; siete vacunadores fueron asesinados en Pakistán y nueve en Nigeria a principios de 2013. En Pakistán, la campaña de vacunación se vio todavía más obstaculizada por el asesinato el 26 de febrero de 2013 de un oficial de policía que estaba proporcionando seguridad a la población.

### SIDA

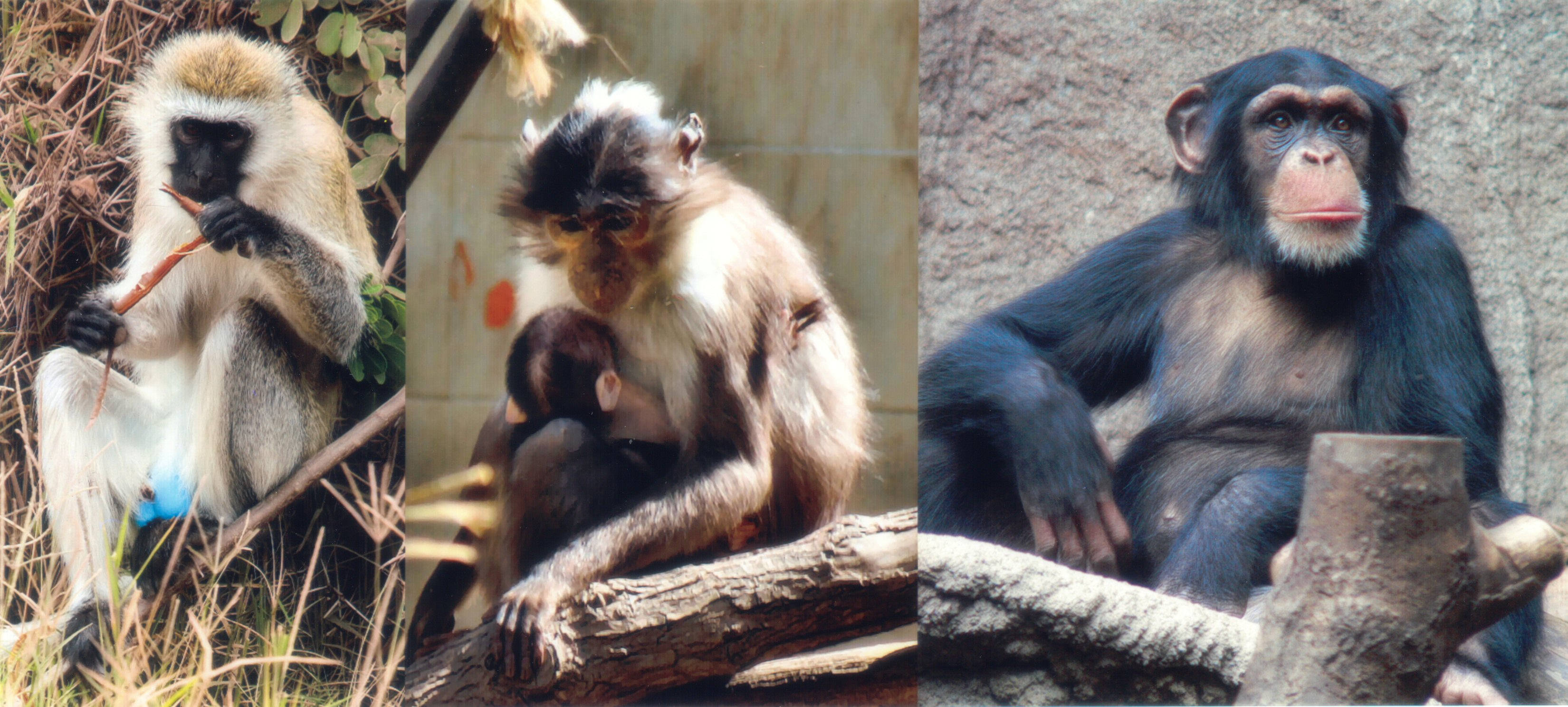
De izquierda a derecha: el mono verde africano, Chlorocebus sabaeus, origen del virus de inmunodeficiencia en simios; el mangabey fuluginoso, origen del VIH-2; y el chimpancé, origen del VIH-1.

El virus de la inmunodeficiencia humana (VIH) es el virus que, cuando la infección no se trata, puede causar el sida (síndrome de la inmunodeficiencia adquirida). La mayoría de los virólogos creen que el VIH se originó en África negra durante el siglo XX, y más de 70 millones de personas han sido infectadas por este virus. Para el año 2011 se estima que 35 millones de personas habían muerto de sida haciéndola una de las epidemias más destructivas registradas en la historia., por lo que se considera una de las epidemias más destructiva registrada en la historia. El VIH-1 es uno de los virus más emblemáticos que han surgido en el último trimestre del siglo XX. Cuando, en 1981, se publicó un artículo científico que reportó la muerte de cinco jóvenes homosexuales, nadie sabía que habían muerto de sida. No se conocía el alcance de la epidemia y tampoco se sabía que el virus había estado surgiendo silenciosamente a lo largo de varias décadas.
El VIH cruzó la barrera de las especies entre los chimpancés y los seres humanos en las primeras décadas del siglo XX en África. Durante los años siguientes hubo enormes cambios sociales y disturbios en África. Tuvieron lugar cambios demográficos sin precedentes, gran número de personas se trasladaron de las granjas rurales a las ciudades en expansión, y el virus se propagó de las regiones remotas a las urbanas densamente pobladas. El periodo de incubación del sida es alrededor de 10 años, por lo que una epidemia mundial a partir de la década de 1980 es creíble. En ese momento se buscaban culpables y había mucha estigmatización. La teoría de que el origen de la pandemia del VIH salió de África, no fue bien recibida por los africanos que sintieron que se les estaba “culpando” sin fundamento. Esto llevó a la Asamblea Mundial de la Salud a aprobar una resolución en 1987 que declaraba que el VIH es un” virus natural de origen geográfico indeterminado”.
La pandemia del VIH ha desafiado a las comunidades dando lugar a cambios sociales en todo el mundo. Actualmente se discuten más abiertamente opiniones sobre la sexualidad. Se imparte asesoramiento sobre prácticas sexuales y consumo de drogas, temas que antes eran tabú, con el patrocinio de muchos gobiernos y equipos de atención médica. Los debates sobre la ética sobre temas de abastecimiento y costo de los medicamentos antirretrovirales, en particular en los países más pobres, han puesto de manifiesto las desigualdades en la asistencia sanitaria y han estimulado profundos cambios legislativos.

### Influenza

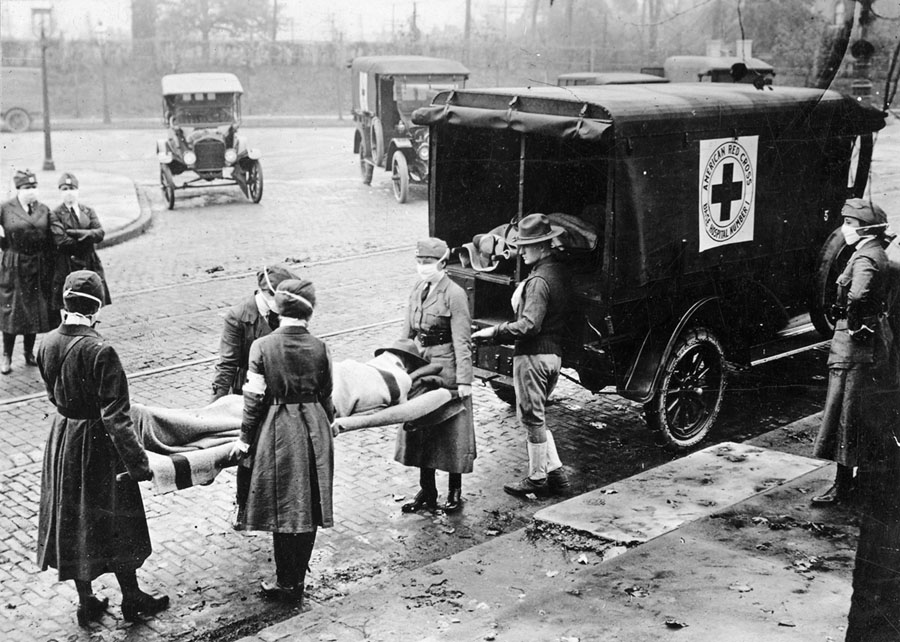
Miembros de la Cruz Roja Americana sacando a una víctima de la influenza española de una casa en 1918.

Cuando el virus de la influenza experimenta un cambio genético o mutación, muchos seres humanos no tienen inmunidad a la nueva cepa, y si la población de individuos susceptibles a infectarse es lo suficientemente alta como para mantener la cadena de infección entonces se producen las pandemias. Por lo general, los cambios genéticos ocurren cuando diferentes cepas del virus co-infectan animales, particularmente aves y cerdos. Aunque muchos de los virus de los vertebrados se limitan a una sola especie, el virus de la influenza es una excepción. La última pandemia del siglo XIX se produjo en 1899 y fallecieron 250 000 personas en Europa. El virus, que se había originado en Rusia o Asia, fue el primero en extenderse rápidamente por medio de la gente que viajaba en trenes y barcos.
En 1918 surgió una nueva cepa del virus y la pandemia de la gripe española subsecuente fue uno de los peores desastres naturales de la historia. La cifra de fallecidos fue enorme; en todo el mundo murieron alrededor de 50 millones de personas a causa de la infección. En EE. UU. hubo 550 000 fallecimientos registrados por causa de la enfermedad, diez veces las pérdidas que sufrió el país durante la Primera Guerra Mundial , y 228 000 fallecimientos en el Reino Unido. En la India hubo más de 20 millones de fallecimientos y en Samoa Occidental el 22 por ciento de la población murió. Aunque casos de influenza ocurrían todos los inviernos, sólo hubo otras dos pandemias en el siglo XX.
En 1957 surgió una nueva cepa del virus que causó una pandemia de gripe asiática; aunque el virus no fue tan virulento como la cepa de 1918, más de un millón de personas murieron en todo el mundo. La siguiente pandemia se produjo cuando surgió la influenza de Hong Kong en 1968, una nueva cepa del virus que sustituyó a la cepa de 1957. La pandemia de 1968, que afectó principalmente a los ancianos, fue la menos grave, sin embargo murieron 33 800 personas en EE. UU. A menudo se originan nuevas cepas del virus de la influenza en el Lejano Oriente; en la China rural, la concentración de patos, cerdos y seres humanos conviviendo en terrenos muy próximos es  la más alta del mundo.
La pandemia más reciente ocurrió en 2009, sin embargo ninguna de las tres últimas pandemias de influenza han causada algo parecido a la devastación de la pandemia de 1918. El por qué la cepa de la influenza que surgió en 1918 fue tan devastadora, es una pregunta que sigue sin respuesta.

### La fiebre amarilla, el dengue y otros arbovirus

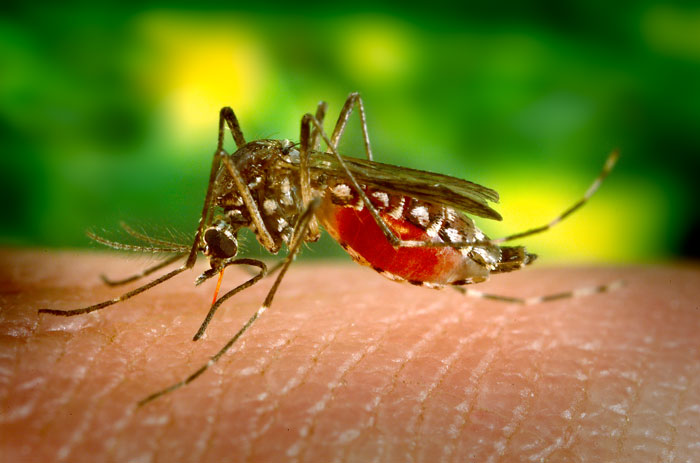
Aedes aegypti alimentándose de sangre humana.

Los arbovirus son los virus que se transmiten a los seres humanos y otros vertebrados por medio de insectos chupadores de sangre. Estos virus son diversos; el término “arbovirus”, que se deriva de la expresión “virus transmitidos por artrópodos” ya no se utiliza en la moderna taxonomía viral dado que existen muchas especies de virus que se propagan de este modo. Existen más de 500 especies de arbovirus, pero en la década de 1930 se sabía que sólo tres especies causan la enfermedad en humanos; el virus de la fiebre amarilla, el virus del dengue y el virus de la fiebre pappataci. Hoy en día se conocen más de 100 de estos virus que causan enfermedades en los seres humanos incluyendo la encefalitis.
La fiebre amarilla es la enfermedad más conocida causada por un flavivirus. La última gran epidemia en los EE. UU. tuvo lugar en 1905. Durante la construcción del canal de Panamá, miles de trabajadores murieron por causa de esta enfermedad. La fiebre amarilla se originó en África y el virus fue traído a América en barcos de carga que albergaban el mosquito "Aedes aegypti" que transmite el virus. La primera epidemia registrada en África ocurrió en Ghana, África Occidental, en 1926. En la década de 1930 la enfermedad resurgió en Brasil. Fred Soper, un epidemiólogo estadounidense (1893-1977), descubrió la importancia del ciclo selvático o silvestre de la infección en huéspedes no humanos, siendo el hombre el huésped incidental final infectado, “un callejón sin salida” que rompió el círculo.  A pesar de que la vacuna contra la fiebre amarilla es una de las vacunas más exitosas jamás desarrollada , se siguen produciendo las epidemias. En el intervalo de 1986 a 1991 en el África occidental se infectaron más de 20 000 personas, 4000 de las cuales fallecieron.
En la década de 1930, la encefalitis de San Luis (St. Louis), la encefalitis equina del este y la encefalitis equina del oeste surgieron en los EE. UU. El virus que causa la encefalitis de La Crosse fue descubierto en la década de 1960, y el virus del Nilo Occidental llegó a Nueva York en 1999. A partir de 2010, el virus del dengue es el arbovirus más predominante y cada vez más cepas virulentas del virus se han extendido a través de Asia y las Américas.

### Los virus de la hepatitis
La hepatitis es una enfermedad del hígado que se conoce desde la antigüedad. Los síntomas incluyen ictericia, una coloración amarilla de la piel, los ojos y fluidos corporales. Existen numerosas causas, incluyendo los virus, en particular virus de la hepatitis A, virus de la hepatitis B y virus de la hepatitis C. A lo largo de la historia se han registrado epidemias de ictericia que afectaban principalmente a los soldados en la guerra. Esto era frecuente en la Edad Media. La ictericia surgió entre los soldados del ejército de Napoleón y durante la mayor parte de los conflictos más importantes de los siglos XX y XXI, incluyendo la Guerra Civil Americana, donde fueron reportados más de 40 000 casos y alrededor de 150 fallecimientos. Los virus que causan la ictericia epidémica no fueron descubiertos hasta mediados del siglo XX. Los nombres para ictericia epidémica, hepatitis A, y para la ictericia infecciosa transmitida por sangre, la hepatitis B, se utilizaron por primera vez en 1947, tras la publicación de un estudio en 1946 que presentaba las pruebas que demostraban que estas dos enfermedades eran distintas. En la década de 1960 fue descubierto el primer virus que podría ser el causante de la hepatitis. Este fue el virus de la hepatitis B, llamado así por la enfermedad que origina. El virus de la hepatitis A fue descubierto en 1974. El descubrimiento del virus de la hepatitis B y las pruebas realizadas para detectarlo, han cambiado radicalmente muchos procedimientos médicos y algunos procedimientos en cosméticos. La depuración de sangre donada, que se introdujo a principios de 1970, ha reducido drásticamente la transmisión del virus. Las donaciones de plasma (sangre) humano y factor de coagulación VIII, recogidos antes de 1975, contenían a menudo niveles infecciosos del virus de la hepatitis B. Hasta finales de 1960,  las agujas hipodérmicas eran a menudo reutilizadas por los médicos, y las agujas que se empleaban para hacer tatuajes eran una fuente común de infección. A finales de 1990, se establecieron en Europa y los EE. UU. programa de intercambio de jeringuillas para prevenir la propagación de infecciones por los consumidores de drogas por vía intravenosa. Estas medidas ayudaron también a reducir el posterior impacto del VIH y del virus de la hepatitis C.

### Virus en animales no-humanos
Epizootia es una enfermedad contagiosa que afecta a un número inusual de animales en el mismo tiempo y lugar que se propaga con rapidez. Durante el siglo XX, importantes epizootias de enfermedades virales especialmente del ganado, tuvieron lugar en todo el mundo. El gran número de enfermedades causadas por virus incluyen fiebre aftosa, peste bovina del ganado vacuno, gripe aviar, la gripe porcina y la lengua azul en los ovinos. Las enfermedades virales del ganado pueden ser devastadoras tanto para los agricultores como para la comunidad en general, como lo demostró el brote de fiebre aftosa que tuvo lugar en el Reino Unido en 2001.
En 1891 apareció por primera vez la peste bovina, una enfermedad del ganado bovino, en África, y rápidamente se extendió por todo el continente. En 1892, en África Oriental, el 95% del ganado vacuno había muerto. Esto dio lugar a una hambruna que devastó tanto a los agricultores como a las poblaciones nómadas, algunos de los cuales eran totalmente dependientes de su ganado. La hambruna mató a dos tercios de la población Masái. La situación se vio agravada por las epidemias de viruela que se produjeron a raíz de la hambruna. En los primeros años del siglo XX, la peste bovina era común en Asia y partes de Europa. Sin embargo posteriormente, la prevalencia de la enfermedad se redujo de forma constante, gracias a medidas de control que incluyeron la vacunación. En 1908 Europa estaba libre de la enfermedad. Después de la Segunda Guerra Mundial surgieron algunos brotes, pero fueron controlados rápidamente. En Asia aumentó la frecuencia de la enfermedad y en 1957 Tailandia tuvo que pedir ayuda, porque habían muerto tantos búfalos que los campos de arroz no podían ser preparados para el cultivo de arroz. La parte de Rusia al oeste de los montes Urales permaneció libre de la enfermedad. Lenin aprobó varias leyes para el control de la enfermedad, sin embargo el ganado en el este de Rusia estaba constantemente infectado con la peste bovina, que se originó en Mongolia y China, donde la prevalencia de la enfermedad era alta. India controló la propagación de la enfermedad a lo largo del siglo XX, apoyando a los estados del sur de Tamil Nadu y Kerala donde el brote había sido más virulento , y en 1995 ya había conseguido erradicar la enfermedad . África sufrió dos panzootias en las décadas de 1920 y 1980. En Somalia, en 1928, hubo un grave brote y la enfermedad se extendió por el país hasta 1953. En la década de 1980, los brotes que surgieron en Tanzania y Kenia, fueron controlados por el uso de 26 millones de dosis de la vacuna, y una reaparición de la enfermedad en 1997 fue  eliminada mediante una intensiva campaña de vacunación. A finales del siglo la peste bovina había sido erradicada en la mayoría de los países. Unos pocos focos de infección permanecieron en Etiopía y Sudán , y en 1994 la Organización para la Agricultura y la Alimentación (FAO) lanzó el Programa Mundial de Erradicación de la Peste Bovina con el objetivo de llegar a la erradicación global para 2010. En mayo de 2011, la FAO y la Organización Mundial de Sanidad Animal (OIE) anunciaron que “la peste bovina, como enfermedad viral que circula libremente, ha sido eliminada en el mundo”.
La fiebre aftosa es una infección altamente contagiosa causada por un aftovirus, que pertenece a la misma familia que el virus de la polio. El virus ha infectado a los animales, principalmente ungulados, en África desde la antigüedad y probablemente fue traído a América en el siglo XIX por medio de la importación de ganado. La fiebre aftosa raramente es mortal, sin embargo  las pérdidas económicas por los brotes de esta enfermedad en los rebaños ovinos y bovinos pueden llegar a ser muy altas. La última aparición de la enfermedad en los EE. UU. fue en 1929, pero en épocas más recientes como en 2001, se registraron varios brotes importantes en todo el Reino Unido y miles de animales murieron y fueron posteriormente quemados.
Los huéspedes naturales del virus de la influenza son los cerdos y las aves, aunque probablemente infectó a humanos desde la antigüedad. El virus puede causar desde leves a graves epizootias en animales salvajes y domésticos. Muchas especies de aves silvestres emigran y este fenómeno ha extendido la Influenza (gripe) a través de los continentes a lo largo de los siglos. El virus ha evolucionado hasta convertirse en muchos tipos de cepas y lo sigue haciéndolo, lo que plantea una amenaza real que está siempre presente.
En los primeros años del siglo XXI, las epizootias en el ganado ocasionadas por los virus, seguían teniendo graves consecuencias. En el 2007, la enfermedad de la lengua azul, una enfermedad causada por un orbivirus, surgió en el ganado ovino en Francia. Hasta entonces la enfermedad se había limitado principalmente a América, África, Asia meridional y el norte de Australia, sin embargo ahora es una enfermedad emergente en países alrededor del Mediterráneo.

### Virus de las plantas

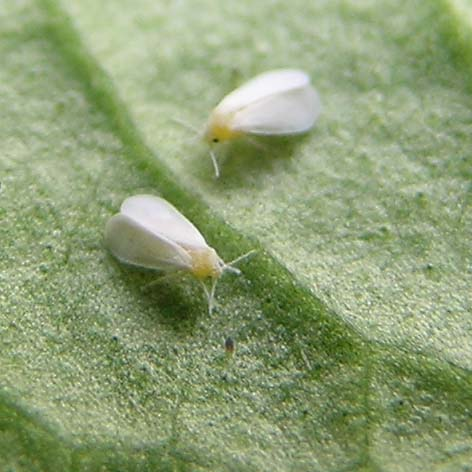
La mosca blanca (Trialeurodes vaporariorum) es el vector de la enfermedad del mosaico de la yuca.

Durante el siglo XX, se encontró que muchas “viejas” enfermedades de las plantas eran ocasionadas por los virus. Dentro de estas enfermedades se encuentran el rayado del maíz y el mosaico común de la yuca. Al igual que ocurre con los seres humanos, cuando las plantas crecen y se desarrollan  en las proximidades unas de otras, también lo hacen sus virus. Esto puede causar enormes pérdidas económicas y grandes tragedias humanas. En Jordania, donde se cultivan extensivamente tomates y cucurbitáceas (pepinos, melones y calabazas), durante la década de 1970, campos enteros se infectaron por los virus. Del mismo modo, en Costa de Marfil, treinta virus diferentes infectaron cultivos de legumbres y verduras. En Kenia el virus mosaico de la yuca, el virus del rayado del maíz y las enfermedades de maní  causadas por virus, fueron responsables de la pérdida de hasta el 70% de la cosecha. La yuca es el cultivo más importante en el este de África y es un cultivo básico para más de 200 millones de personas. Fue llevado a África desde América del Sur y crece bien en suelos de baja fertilidad. La enfermedad más importante de la yuca es causada por el virus del mosaico de la yuca, un virus de la familia geminiviridae, que se transmite entre las plantas por la mosca blanca (aleyrodidae). La enfermedad se registró por primera vez en 1894 y durante el siglo XX surgieron brotes de esta enfermedad en el este de África  provocando a menudo grandes hambrunas.
En la década de 1920, los productores de remolacha azucarera al oeste de los Estados Unidos, sufrieron enormes pérdidas económicas por daños a sus cultivos causados por la chicharrita, vector del virus del enrollamiento de la punta. En 1956, entre el 25 y 50% de la cosecha de arroz en Cuba y Venezuela fue destruida por el virus de la hoja blanca del arroz y en 1958 el virus causó la pérdida de muchos campos de arroz en Colombia. Los brotes se repitieron en 1981 causando pérdidas de hasta el 100%. En Ghana entre 1936 y 1977, el virus del brote hinchado del cacao, extendido por las cochinillas, provocó la pérdida de 162 millones de árboles de Theobroma cacao, y árboles adicionales se perdieron a razón de 15 millones por año. En 1948, en Kansas, EE. UU., el 7% de la cosecha de trigo fue destruida por el virus del mosaico estriado del trigo, que se extendió por el ácaro del trigo "Acería tulipae". En la década de 1950, el virus de la mancha anular de la papaya, un potyvirus, causó una devastadora pérdida de papaya Solo (una variedad) en Oahu, Hawái. La papaya variedad Solo se introdujo en la isla en el siglo anterior, pero la enfermedad no se había visto en la isla antes de la década de 1940.
Tales desastres ocurrieron cuando la intervención del hombre causó cambios ecológicos que provocaron la aparición de nuevos virus y vectores. El cacao es nativo de América del Sur y fue introducido a África Occidental a finales del siglo XIX. En 1936, la enfermedad de la raíz hinchada fue transmitida a las plantaciones por las cochinillas de árboles indígenas. Nuevos hábitos pueden desencadenar brotes de enfermedades virales en plantas. Antes de 1970, el virus moteado del arroz amarillo sólo se encontró en el distrito de Kisumu en Kenia, pero a raíz de la irrigación de grandes áreas de África Oriental y cultivos extensos de arroz, el virus se propagó por todo el este de África. La intervención humana introdujo virus de plantas a cultivos sencillos. El virus de la tristeza de los cítricos (CTV por sus siglas en inglés) fue introducido en América del Sur procedente de África entre 1926 y 1930. Al mismo tiempo, el pulgón pardo de los cítricos Toxoptera citricida fue llevado desde Asia a América del Sur y todo esto aceleró la transmisión del virus. Para 1950, más de 6 millones de árboles cítricos habían muerto por el virus en São Paulo, Brasil. Probablemente, el virus de la tristeza de los cítricos (CTV) y los árboles cítricos co-evolucionaron durante siglos en sus países de origen. La dispersión del virus a otras regiones y su interacción con las nuevas variedades de cítricos, dieron como resultado devastadores brotes de enfermedades en las plantas. Debido a los problemas que han surgido a causa de la introducción de los virus de plantas por los seres humanos a otros países, muchos países cuentan en la actualidad con estrictos controles de importación de cualquier material que pueda albergar virus peligrosos de plantas o sus insectos vectores.

## Virus emergentes
Los virus emergentes son aquellos que han infectado a la especie huésped en un periodo relativamente reciente. En los seres humanos, muchos de los virus emergentes proceden de otros animales. Cuando los virus saltan a otras especies, las enfermedades causadas en seres humanos se denominan enfermedades zoonóticas o zoonosis.

### SARS
El síndrome respiratorio agudo severo (SARS) es causado por un nuevo tipo de coronavirus. Se conocen otros coronavirus que causan infecciones leves en los seres humanos , por lo que la virulencia y rápida propagación de esta nueva cepa del virus causó alarma entre los profesionales de la salud y miedo en el sector público. Los temores de que sucediera una pandemia mayor no se cumplieron y en julio de 2003  el brote llegó a su fin después de haber causado alrededor de 8 000 víctimas  y 800 fallecimientos. No se conoce el origen riguroso del virus del SARS, pero la evidencia sugiere que venía de los murciélagos.

### Virus del Nilo Occidental
El virus del Nilo Occidental, un flavivirus, se identificó por primera vez en 1937 cuando se encontró en la sangre de una mujer que tenía síntomas de fiebre. El virus, que se transmite por mosquitos y aves, causó brotes de infección en el norte de África y Oriente Medio en la década de 1950 y en la década de 1956 afectó a los caballos en Europa. El mayor brote en seres humanos se produjo en 1974 en la provincia del Cabo, Sudáfrica, donde se enfermaron unas 10 000 personas. En 1996 inició una creciente frecuencia de epidemias y epizootias (en caballos) alrededor de la cuenca del Mediterráneo, y en el año 1999 el virus ya había alcanzado la ciudad de Nueva York. Desde entonces el virus se ha extendido por todo EE. UU. Precisamente en EE. UU. a finales del verano es cuando los mosquitos transportan la mayor cantidad de virus, y el número de casos aumenta de mediados de julio a principios de septiembre. Cuando el clima se vuelve más frío, los mosquitos se mueren y disminuye el riesgo de contraer la enfermedad. En Europa han tenido lugar numerosos brotes; en el año 2000 se llevó a cabo en el Reino Unido un programa de vigilancia para supervisar la incidencia del virus en seres humanos, aves muertas, mosquitos y caballos. El mosquito "Culex modestus", que puede transmitir el virus, se reproduce en los pantanos del norte de Kent. Nunca se pensó que esta especie de mosquito podría estar presente en el Reino Unido; sin embargo, está muy extendido en el sur de Europa donde es portador del virus del Nilo Occidental.

### Virus Nipah
En 1997 se produjo un brote de una enfermedad respiratoria que atacó a los agricultores de Malasia y a sus cerdos. Se registraron más de 265 casos de encefalitis, de los cuales 105 fueron mortales. Se descubrió un nuevo paramyxoviridae en el cerebro de una de las víctimas; se le denominó virus Nipah, por el nombre del pueblo en el que la víctima había vivido. La infección fue causada por un virus de los murciélagos de la fruta al ser alterada su colonia por la deforestación. Los murciélagos se trasladaron a los árboles más cercanos a la granja de los cerdos y éstos cogieron el virus de sus excrementos.

### Fiebres hemorrágicas virales

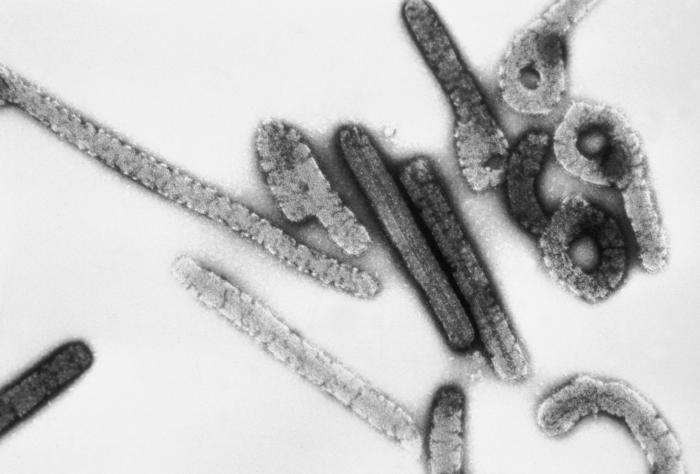
Marburg virus

Algunos patógenos víricos muy letales son miembros de la familia de los filoviridae. Los filovirus son virus filamentosos que causan la fiebre hemorrágica viral, agrupa al ébola (virus) y al marburgvirus, entre otros. El virus Marburg atrajo la atención de la prensa mundial en abril de 2005 después de que se produjera un brote en Angola. A partir de octubre de 2004 y continuando hasta 2005, se registraron 252 casos incluyendo 227 fallecimientos, lo cual hace de este brote la peor epidemia mundial de cualquier tipo de fiebre hemorrágica viral. Los virus ébola y Marburg son transmitidos a los humanos por los monos , y la fiebre de Lassa es transmitida por las ratas "Mastomys natalensis" . Las infecciones zoonóticas pueden ser graves porque los humanos, a menudo, no tienen resistencia natural a la infección y solo cuando los virus están bien adaptados al nuevo huésped, disminuye su virulencia. Algunas infecciones zoonóticas son a menudo “callejones sin salida”, en las que después de un brote inicial, la tasa de infecciones posteriores se desploma debido a que los virus no son eficientes en la propagación de persona a persona.

## Virus beneficiosos
Sir Peter Medawar (1915-1987) describió al virus como “una mala noticia envuelta en una cubierta proteica”. A excepción de los bacteriófagos, los virus tenían una bien merecida reputación de  ser nada más que la causa de enfermedades y muerte. El descubrimiento de la abundancia de los virus y su abrumadora presencia en muchos ecosistemas ha llevado a los virólogos modernos a reconsiderar su papel en la biosfera.
Se estima que hay cerca de 1031 virus en la Tierra. La mayoría son bateriófagos y la mayoría se encuentran en los océanos. Los microorganismos constituyen más del 90% de la biomasa en el mar , y se ha estimado que los virus matan aproximadamente el 20% de esta biomasa al día y que hay 15 veces más virus en los océanos que bacterias y archaeas. Los virus son los agentes principales responsables de la rápida destrucción de las floraciones de algas nocivas, que a menudo matan a otras especies marinas y ayudan a mantener el equilibrio ecológico de diferentes especies de algas marinas verde-azules (cyanobacteria) y por lo tanto ayudan a mantener la  producción de oxígeno necesaria para la vida en la Tierra.
La aparición de cepas de bacterias que son resistentes a una amplia gama de antibióticos, se ha convertido en un problema para el tratamiento de infecciones bacterianas. En los últimos 30 años , se han desarrollado solamente dos nuevas clases de antibióticos, y se siguen buscando nuevas formas de lucha contra las infecciones bacterianas. Los bacteriófagos fueron los primeros en ser utilizados para controlar las bacterias en la década de 1920 , y en 1963 se llevó a cabo un ensayo clínico a gran escala, realizado por científicos soviéticos . Este trabajo era desconocido fuera de la Unión Soviética  hasta que los resultados fueron publicados en Occidente en 1989 . Los problemas recientes y crecientes causados por las bacterias resistentes a los antibióticos ha estimulado un nuevo interés en el uso de bacteriófagos y terapia fágica.
El Proyecto Genoma Humano ha revelado la presencia de numerosas secuencias de ADN viral dispersas por todo el genoma humano. Estas secuencias representan alrededor del 8% del ADN humano y parecen ser los restos de antiguas infecciones por retroviridae de los antepasados humanos. Estas  piezas de ADN se han establecido firmemente en el ADN humano. La mayor parte de este ADN ya no es funcional, pero algunos de estos virus amistosos han traído consigo nuevos genes que son importantes en el desarrollo humano. Los virus han transferido genes importantes a las plantas. Alrededor de un 10% de toda la fotosíntesis utiliza los productos de los genes que han sido transferidos a las plantas de las algas verde-azules mediante virus.